# Vœgtlinshoffen
Vœgtlinshoffen (Duits: Vöklinshofen) is een gemeente in het Franse departement Haut-Rhin (regio Grand Est) en telt 478 inwoners (1999). De plaats maakt deel uit van het Colmar-Ribeauvillé.

## Geografie
De oppervlakte van Vœgtlinshoffen bedraagt 4,0 km², de bevolkingsdichtheid is 119,5 inwoners per km².
De onderstaande kaart toont de ligging van Vœgtlinshoffen met de belangrijkste infrastructuur en aangrenzende gemeenten.

## Demografie
Onderstaande figuur toont het verloop van het inwonertal (bron: INSEE-tellingen).

Breitenbach-Haut-Rhin · Eguisheim · Eschbach-au-Val · Griesbach-au-Val · Gueberschwihr · Gundolsheim · Gunsbach · Hattstatt · Herrlisheim-près-Colmar · Hohrod · Husseren-les-Châteaux · Luttenbach-près-Munster · Metzeral · Mittlach · Muhlbach-sur-Munster · Munster · Niedermorschwihr · Obermorschwihr · Osenbach · Pfaffenheim · Rouffach · Sondernach · Soultzbach-les-Bains · Soultzeren · Soultzmatt · Stosswihr · Turckheim · Vœgtlinshoffen · Walbach · Wasserbourg · Westhalten · Wettolsheim · Wintzenheim · Wihr-au-Val · Zimmerbach
1. ↑  Populations de référence 2022.